# Shine on me
「SHINE ON ME」（シャイン・オン・ミー）は、PATAのソロプロジェクト、PATA PROJECTのシングル。

## 内容
X JAPANのギタリスト･PATAが、ソロワークでPATA PROJECTとしてリリースした唯一の作品で、後にSPYKEとして活動するボーカルの柴田浩之とギターの森川浩憲が参加している。
表題曲「SHINE ON ME」は映画『BOXER JOE』主題歌として起用された。

## 収録曲
1. SHINE ON ME
  - 作詞：田村直美、作曲：石川寛門、編曲：PATA & 日向大介
2. Never stop loving you
  - 作詞：田村直美、作曲：石川寛門、編曲：PATA & 日向大介
3. SHINE ON ME (no voice version)
  - 作曲：石川寛門、編曲：PATA & 日向大介